# Агис III
Агис III (др.-греч. Ἆγις, ионич. Эгий, Ἦγις; погиб в 331/330 году до н. э.) — царь Спарты в 338—331/330 годах до н. э. из рода Еврипонтидов
Агис III наследовал своему отцу Архидаму III, который погиб во время сражения на Апеннинском полуострове. Согласно античной традиции, оно состоялось одновременно с битвой при Херонее 338 года до н. э., в которой Филипп II разгромил греческую антимакедонскую коалицию. После победы Филипп II провёл военную операцию против Спарты, в результате которой она потеряла ряд территорий. Несмотря на поражение, спартанцы сохранили самостоятельность от Македонии. Через несколько лет они отказались участвовать в персидских походах Александра.
В 334 или 333 году до н. э. Агис III начал активную подготовку к войне с Македонией. Персы, которые терпели одно поражение за другим, смогли предоставить спартанскому царю лишь 30 талантов серебра и 10 кораблей. Тогда Агис III вмешался в междоусобные войны на Крите. Он смог не только овладеть большей частью острова, но и создать большую армию. Также Агис III наполнил казну за счёт разграбления захваченных полисов.
В начале 331 года до н. э. Агис III начал войну против македонян. Ситуация для спартанского царя облегчалась тем, что Александр с основным войском находился в Азии, а наместник царя в Македонии Антипатр был занят войной с восставшим наместником Фракии Мемноном. Историки не исключают сговор между фракийским и спартанским правителями. После победы над македонским стратегом Коррагом на сторону Агиса перешло большинство полисов Пелопоннеса. Антипатр смог достаточно быстро победить Мемнона, после чего отправился подавлять восстание греков. В битве при Мегалополе с македонянами Агис III погиб.

## Биография

### Происхождение и начало правления

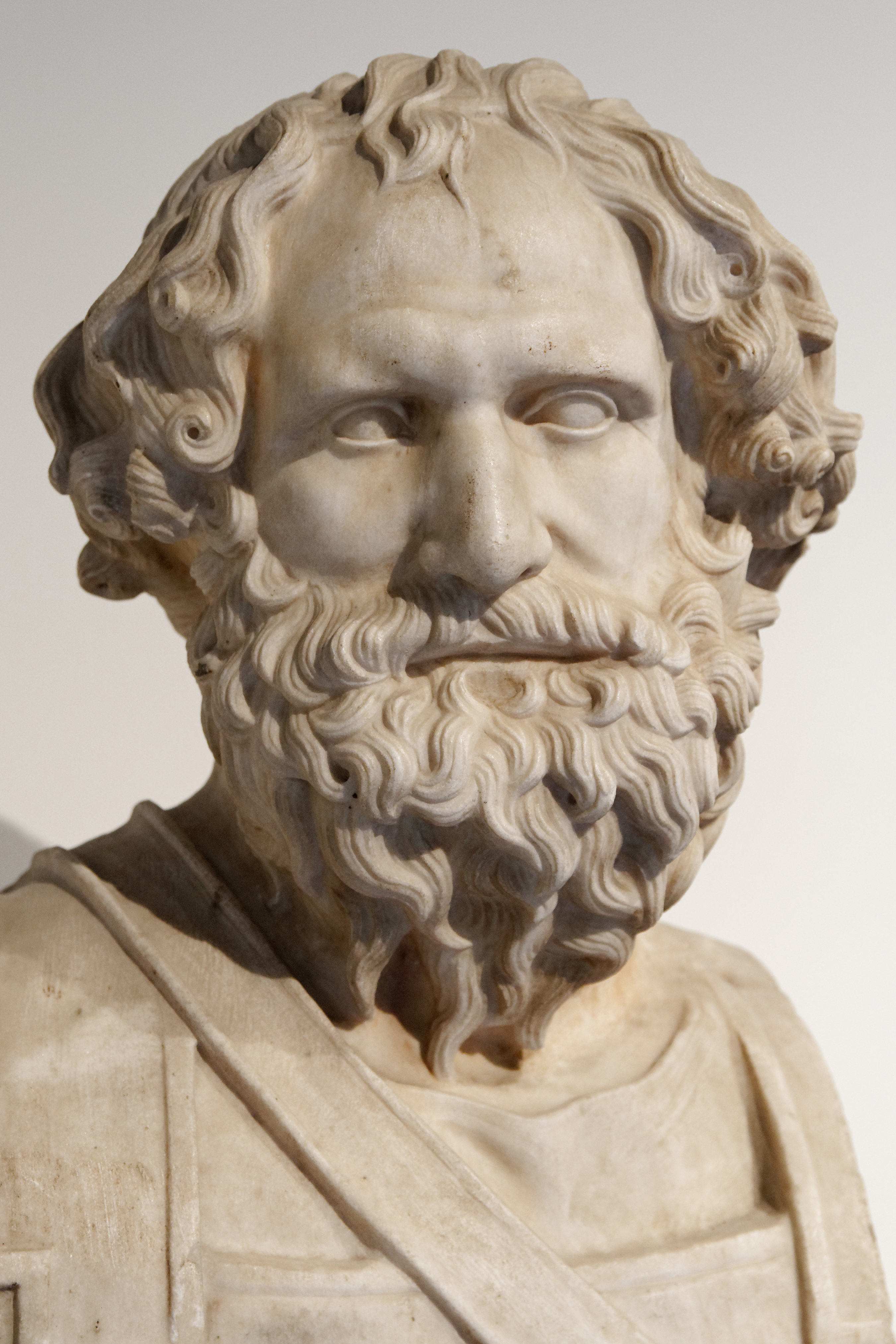
Отец Агиса III спартанский царь Архидам III
Бюст с Виллы Папирусов в Геркулануме. Национальный археологический музей Неаполя

Агис III принадлежал к роду Еврипонтидов — одной из двух царских династий Спарты, возводивших свою генеалогию к мифологическому герою Гераклу. Свою принадлежность к Гераклидам цари использовали как пропагандистское средство, обосновывая с его помощью собственные права внутри общины (на исполнение функций военачальников и верховных жрецов) и права Спарты на владычество над Лаконикой и Мессенией. Агис был старшим сыном в семье спартанского царя Архидама III и Динихи. Кроме Агиса у Архидама III было ещё два сына — Эвдамид и Агесилай.
Молодые годы Агиса прошли в условиях экспансионистской политики Филиппа II по установлению гегемонии Македонии в Греции. Хоть спартанцы и были готовы с оружием противостоять планам Филиппа II, во время решающей битвы при Херонее в 338 году до н. э. царь Архидам III с войском находился на Апеннинском полуострове. Соответственно Спарта не имела возможности присоединиться к общегреческой антимакедонской коалиции. Согласно Диодору Сицилийскому, спартанцы были разбиты, а царь погиб в сражении с луканами у Мандурии, которое произошло в тот же день, что и битва при Херонее. Историк У. Тарн ставил Агису в вину неучастие спартанцев в битве при Херонее, в которой решалась судьба Греции. Историк Э. Бэдиан посчитал такие выводы неверными. Он подчёркивал как неспособность Спарты выставить на поле боя достаточный контингент войск, а также тот факт, что на момент сражения Агис был регентом и не имел права объявлять кому-либо войну.

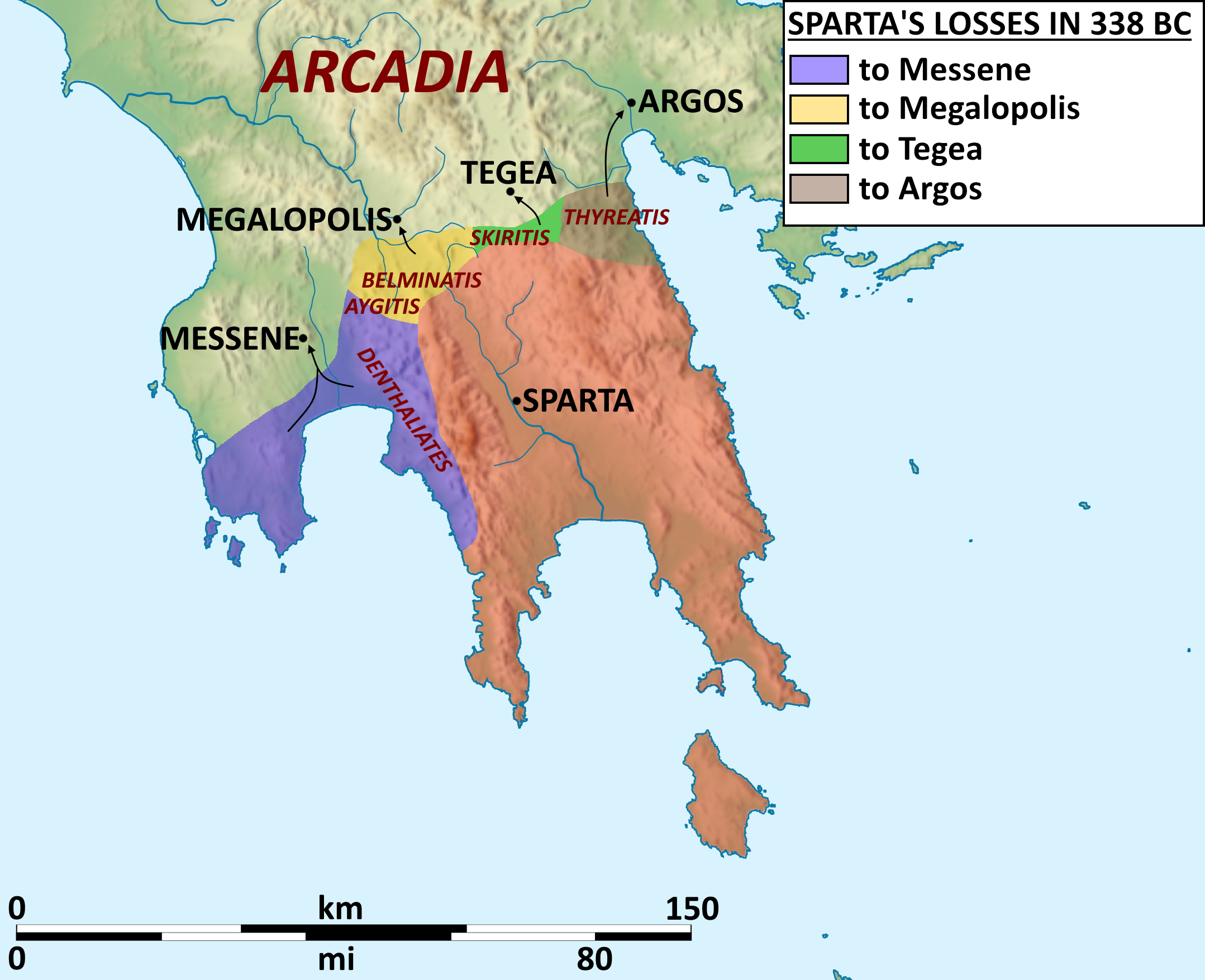
Территориальные потери Спарты в 338 году до н. э.

Агис наследовал отцу царский престол. После победы при Херонее Филипп II поздней осенью 338 года до н. э. провёл карательную операцию против Спарты. Согласно Полибию, поводом для нападения стали просьбы со стороны пелопоннесских союзников Македонии. Македонский царь стремился ослабить Спарту и соответственно усилить своё влияние на Пелопоннесе. Есть основания предполагать попытку мирных переговоров перед началом военных действий. Они основаны на упоминании у Плутарха встречи Агиса и Филиппа. Фронтин передаёт ответ некоего знатного лакедемонянина Филиппу на угрозы: «Не лишит же он нас права умереть за отечество?», хотя Плутарх приводит подобное изречение в контексте более поздних событий. Требования македонского царя касались спорных территорий. Существует мнение, что Филипп II хотел уничтожить Спарту, однако историки считают его недостоверным. Царь Македонии, который одержал победу над общегреческой антимакедонской коалицией, при желании мог легко сокрушить Спарту, чьё войско погибло в Италии. Однако для Македонии было невыгодным уничтожение Спарты. Её существование создавало внешнюю угрозу для других греческих государств, что заставляло их сохранять верность Македонии. Также Филипп II должен был учитывать нейтралитет Спарты во время битвы при Херонее, а также репутационные издержки в самой Греции при уничтожении полиса со столь славной историей. В ходе военного похода Филипп II ограничился возвращением Аргосу северной части Кинурии Фиреатиды, Мегалополю — Белбинатиды, Тегее — Скиритиды, Мессении — южных земель вдоль Мессенского залива и Денталиатиды. Спарта потеряла территории, на которых проживали преимущественно периэки, и уменьшилась до собственно Лаконии. Сама же Лаконика разорению не подверглась.

### Подготовка к войне с Македонией
Несмотря на поражение, спартанцы сохранили независимость от Македонии. Однако после поражения Архидама III в Италии и вторжения македонян Спарта была не готова к войне. В 336—335 годах до н. э., когда после смерти Филиппа II восстали Фивы, Агис III сохранял нейтралитет. Возможно, этому способствовали старые противоречия и антифиванские настроения спартанцев. О самостоятельности Спарты свидетельствует отказ участвовать в походе в Азию. Так, согласно Арриану, лакедемоняне отказали молодому царю Александру присоединиться к нему в походе против персов словами: «им от отцов завещано не идти следом за другими, а быть предводителями». Во время похода Александра Агис III возглавил антимакедонскую коалицию греческих полисов. Подготовка к восстанию началась в промежутке между весной 334 и осенью 333 года до н. э., когда основные силы македонян вели наступление в Малой Азии. Спартанцы даже отправили посольство к персидскому военачальнику Мемнону, который осаждал Митилену, а также посла Эвфикла к царю Дарию III.
Планы и успехи персидской эскадры в Эгейском море были сведены на нет поражением основных войск Дария III в битве при Иссе 333 года до н. э.. Греческие полисы, которые ждали удобной возможности восстать против Македонии, были вынуждены повременить со своими планами. Агис III отправился на одной триере к преемникам Мемнона Фарнабазу и Автофрадату на остров Сифнос. Персы смогли выделить спартанскому царю лишь 30 талантов и 10 кораблей, которые Агис отправил к своему брату Агесилаю в Тенар, откуда ему надлежало с основным спартанским войском отправиться на Крит. Сам Агис вместе с Автофрадатом отплыл в Галикарнас. В источниках отсутствует какая-либо информация о деятельности спартанского царя в Малой Азии.
На Крите Агис III начал формировать войско. По всей видимости он по опыту своего отца Архидама III вмешался в критские междоусобицы на стороне Ликта, который считал себя колонией Спарты, против Кносса. В 332 году до н. э. на остров прибыло около 8 тысяч греческих наёмников, которые до этого воевали против Александра и сумели отступить из-под Исса. На сторону Агиса III перешли также остатки персидского флота. Эта объединённая армия смогла захватить большую часть острова и уничтожить подкрепление македонян, которое было отправлено на помощь Кноссу. Война на Крите позволила Агису III не только собрать армию, но и обеспечить её деньгами за счёт разграбления захваченных полисов. В 331 году до н. э. Александр даже отправил на остров эскадру под началом Амфотера, которая прибыла на остров уже после того, как Агис III с войском отправился на Пелопоннес.

### Война с Македонией

Карта Пелопоннеса с основными античными полисами

Зимой, весной либо летом 331 года до н. э. Агис III начал войну против македонян. Ситуация для спартанского царя облегчалась тем, что Александр с основным войском находилось в Азии, а наместник царя в Македонии Антипатр был занят войной с восставшим наместником Фракии Мемноном. Сохранившиеся источники не позволяют подтвердить или опровергнуть координацию действий между Агисом III и Мемноном. После того как спартанский царь победил отряд македонян во главе с Коррагом, к нему присоединились элидяне, аркадяне (кроме жителей Мегалополя) и ахейцы (кроме жителей Пеллены). Новый альянс смог собрать армию в 20 тысяч пехотинцев и 2 тысячи всадников, большая часть которых представляла собой закалённых в боях ветеранов. С этими силами Агис III подчинил большую часть Пелопоннеса и осадил Мегалополь, хранивший верность македонскому царю. На фоне военных успехов попытка вовлечь в войну Афины для Агиса завершилась провалом — жители города предпочли сохранить нейтралитет и сохранить собственные ресурсы. Также к восстанию не присоединились Коринф, Аргос и Мессения, в основном, из-за уходящих в глубокую древность противоречий со Спартой.
События в Пелопоннесе приобрели угрожающий Македонии характер, и Александр Македонский даже отправил Антипатру на ведение войны 3 тысячи талантов из военной добычи. Сумма для описываемого периода является колоссальной, что может свидетельствовать о том, какую серьёзную опасность для Александра представляло выступление Агиса III. Антипатр смог относительно быстро победить Мемнона и договориться с мятежниками, после чего собрал армию в 40 тысяч человек и отправился в Пелопоннес, где встретился с войском Агиса, осаждавшим Мегалополь.
Силы Агиса III уступали македонянам в численности. Также в ходе осады спартанцы утратили инициативу. В последующей битве при Мегалополе македоняне победили, а спартанский царь вместе с 5 тысячами воинов погиб на поле боя. В историографии существует несколько датировок данного события: от конца лета 331 до августа 330 года до н. э. Источники отмечают храбрость Агиса и его героическую гибель. Диодор Сицилийский писал: «Он воевал славно и пал от множества ран спереди. Когда солдаты несли его обратно в Спарту, он обнаружил, что окружён врагами. В отчаянии за свою жизнь, он приказал остальным покинуть его как можно быстрее и спасать себя для служения своей стране, а сам, вооружившись, стал на колени и защищался, убил некоторых из врагов и сам погиб от брошенного дротика».
Квинт Курций Руф утверждал, что «Александр хотя и желал победы над врагом, был недоволен, что это успех Антипатра, и громко говорил об этом, считая, что слава другого наносит ущерб его собственной». Согласно Плутарху, Александр даже назвал войну Антипатра с Агисом «войной лягушек и мышей». Зная характер молодого царя, Антипатр решил не принимать самостоятельное решение о судьбе Спарты и распорядился собрать греческий синедрион. Этот совет также не пришёл к какому-либо решению, возможно, на основании того, что Спарта не входит в Коринфский союз, и вопрос находится вне его юрисдикции. Спартанцы были вынуждены отправить посольство к Александру с просьбой о прощении.
После поражения Агиса Александр мог не беспокоиться о восстании греков у границ Македонии. Теперь он смог реорганизовать отряды греческих полисов, которые были не только воинами армии Александра, но и заложниками верности их родных городов. Также потеряла актуальность и была «подзабыта» первоначальная официальная цель похода — общеэллинская священная война с империей Ахеменидов.
В источниках отсутствует какая-либо информация о супруге Агиса. Плутарх утверждал, что он погиб бездетным. Следующим царём Спарты стал брат Агиса Эвдамид.

## Оценки правления Агиса III в историографии
Война Агиса III против Македонии стала самым важным событием в истории Спарты времён Александра Македонского. Преимущественно его рассматривают при описании общих вопросов истории Греции, Александра и Спарты. Непосредственно в литературе об Александре оно отступает на второй план на фоне успехов войска македонян в Азии. Историк П. Бриан сделал вывод о том, что угроза гегемонии Македонии в Греции со стороны Агиса сковала большие силы, которые в противном случае были бы отправлены на помощь Александру. Таким образом, Агис III на несколько месяцев затормозил движение армии Александра в Азии.
Героическая гибель Агиса III знаменовала конец определённого периода в истории Спарты. После поражения при Левктрах, которое положило конец общегреческой гегемонии, Спарта стремилась восстановить власть над Мессенией и главенствующее положение на Пелопоннесе. Поражение Агиса III сделало достижение этой цели невозможным и окончательно перечеркнуло все планы по восстановлению былого величия. В описываемое время ни один полис уже не мог достичь главенствующего положения в Элладе. В этом контексте движение Агиса можно представить одним из проявлений переходного периода между эпохами классической и эллинистической Греции с её Ахейским и Этолийским союзами, когда полисы ещё не смирились с отведенным им местом в больших монархиях.
Первой специальной посвящённой Агису III работой стала статья Э. Бэдиана, в которой историк идеализирует спартанского царя и видит причины его поражения в нейтралитете Афин. Последующие научные статьи посвящены отдельным аспектам хронологии, подготовки Агиса III к войне и т. п. Так, историк А. С. Шофман рассматривал деятельность Агиса III в контексте общего движения свободолюбивых греков против македонской тирании. Существует и противоположная версия, согласно которой Агис был не героем, который боролся за независимость Греции, а предводителем армии наёмников, для которого война была средством обогащения и получения власти.
Агис III, по мнению авторов Кембриджской истории древнего мира, при всём своём бесстрашии и умении планировать не смог создать достаточно сильную коалицию для достижения главной цели. Решение во что бы то ни стало взять Мегалополь оказалось для македонского царя фатальным. Оно дало возможность и время македонскому наместнику Антипатру собрать войско и со свежими силами нанести Агису сокрушительное поражение, которое свело на нет всю длительную подготовку к войне. Историк Л. П. Маринович считала, что необходимость осады Мегалополя была обусловлена как военными причинами (город находился в самом центре Пелопоннеса), так и политическими. По всей видимости, уничтожение Мегалополя было обязательным условием для участия в войне других полисов Аркадии.

### Исследования
- Белох К. Ю. Греческая история: в 2 т / пер. с нем. М. О. Гершензона; под ред. и со вступ. ст. Ю. И. Семёнова. — М.: Государственная публичная историческая библиотека России, 2009. — Т. 2: Кончая Аристотелем и завоеванием Азии. — ISBN 978-5-85209-215-1.
- Борза Ю. История античной Македонии (до Александра Великого) / пер. с англ. М. М. Холода при участии А. Бодрова, О. и В. Иванцовых, 3. Барзах; научная ред. и вступ. статья М. М. Холода; приложения М. М. Холода, Э. Д. Фролова и Ю. Н. Кузьмина. — СПб.: Нестор-История, 2013. — 592 с. — (Историческая библиотека). — ISBN 978-5-44690-015-2.
- Бриан П. Александр Македонский / пер. с фр. И. Нагле. — М.: Астрель, 2007. — 157 с. — (Cogito, ergo sum: «Университетская библиотека»). — ISBN 5-271-15544-7.
- Бубнов Д. В. Поход Архидама в Италию (343-338 гг. до н. э.) // Вестник Пермского университета. Серия: История. — 2001. — № 1. — С. 27—43. — ISSN 2219-3111.
- Дарвин А. Л. Происхождение спартанских царей от Геракла // Вестник Российского университета дружбы народов. Серия: Всеобщая история. — 2018. — Т. 10, № 3. — С. 237—249. — doi:10.22363/2312-8127-2018-10-3-237-249.
- Кембриджская история древнего мира / под редакцией Д.-М. Льюиса, Дж. Бордмэна, С. Хорнблоуэра, М. Оствальда. Перевод, научное редактирование, примечания А. В. Зайкова. — М.: Ладомир, 2017. — Т. VI. Четвёртый век до нашей эры. Второй полутом. — 720 с. — ISBN 978-5-86218-542-3.
- Маринович Л. П. Спарта времени Агиса III // Античная Греция / редколлегия д. и. н. Е. С. Голубцова, д. и. н. Л. П. Маринович, д. и. н. А. И. Павловская, д. и. н. Э. Д. Фролов. — М.: Наука, 1983. — Т. 2. Кризис полиса. — С. 259—279.
- Маринович Л. П. Греки и Александр Македонский (К проблеме кризиса полиса). — М.: Наука, 1993. — 287 с. — ISBN 5-02-017392.
- Медовичев А. Е. 2006. 04. 001. Против «Неизменных законов»: спартанцы между традицией и обновлением. Contro le «Leggi immutabili»: gli spartani fra tradizione e innovazione / a cura di bearzot C. , Landucci F. — Milano: Vita e pensiero, 2004. — VIII, 270 P. — (Contributi di storia antica; 2) (storia Ricerche) // Социальные и гуманитарные науки. Отечественная и зарубежная литература. Сер. 5, История: Информационно-аналитический журнал. — 2006. — № 4. — С. 6—10. — ISSN 2219-875X.
- Печатнова Л. Г. Спартанские цари. — М.: Эксмо, 2007. — 352 с. — ISBN 978-5-699-20501-1.
- Шахермайр Ф. Александр Македонский. — 2-е. — М.: Главная редакция восточной литературы, 1986. — 384 с. — (По следам исчезнувших культур Востока).
- Шифман И. Ш. Александр Македонский / ответственный редактор Э. Д. Фролов. — Л.: Наука, 1988. — ISBN 5-02-027233-7.
- Шофман А. С. История античной Македонии. — Казань: Издательство Казанского университета, 1960. — Т. 1: Доэллинистическая Македония. — 300 с. — 700 экз.
- Badian E. Agis III (англ.) // Hermes. — Franz Steiner Verlag, 1967. — Vol. 95, no. 2. — P. 170—192. — JSTOR 4475455.
- Heckel W. Who's Who in the Age of Alexander and his Successors. From Chaironea to Ipsos (338—301 BC) (англ.). — Barnsley: Greenhill Books, 2021. — 554 p. — ISBN 978-1-78438-648-1.
- Heckel W. Agis 1 // Who's Who in the Age of Alexander the Great: Prosopography of Alexander's Empire (англ.). — Malden; Oxford; Carlton: Blackwell Publishing, 2006. — P. 7—8. — ISBN 1-4051-1210-7.
- Kaerst J.[нем.]. Antipatros 12 // Paulys Realencyclopädie der classischen Altertumswissenschaft :  [нем.] / Georg Wissowa. — Stuttgart : J. B. Metzler’sche Verlagsbuchhandlung, 1894. — Bd. I, Zweite Hälfte (I, 2). — Kol. 2501—2508.
- Niese B. Agis 3 // Paulys Realencyclopädie der classischen Altertumswissenschaft :  [нем.] / Georg Wissowa. — Stuttgart : J. B. Metzler’sche Verlagsbuchhandlung, 1893. — Bd. I, Erste Hälfte (I, 1). — Kol. 819.